# Теория на мярката
Теория на мярката е математическа дисциплина, изучаваща понятието мярка, което е обобщение на дължина, площ, обем и многомерните им аналози. Корените на теория на мярката могат да се проследят до древните гръцки математици и трудовете им върху геометрия. Като отделна дисциплина теория на мярката е сравнително нова, създадена през края на 19 и началото на 20 век, когато възниква необходимостта от единна, систематична теория на интеграла, оттогава датира и тясната връзка между двете дисциплини. Сред първите математици изучавали обстойно теория на мярката са Анри Льобег (мярка на Льобег), Феликс Хаусдорф (мярка на Хаусдорф), Емил Борел (мярка на Борел), Йохан Радон (мярка на Радон) и Андрей Колмогоров.